# Laptevita-(Ce)
La laptevita-(Ce) és un mineral que pertany al grup de la vicanita. El mineral fou anomenat en honor de Tatiana Mikhaílova Lapteva, una geològa i petròloga russa, que treballà en la geòloga de l'Àsia central i s'especialitzà en minerals de ceri. El mineral és isoestructural amb la hundholmenita-(Y), okanoganita-(Y), prosxenkoïta-(Y) i la vicanita-(Ce).

## Característiques
La laptevita-(Ce) és un mineral de fórmula química Ca₆(Fe2+,Mn2+)Y₃REE₇(SiO₄)₃(PO₄)(B₃Si₃O18)(BO₃)F11. Cristal·litza en el sistema trigonal.
L'exemplar que va servir per a determinar l'espècie, el que es coneix com a material tipus, es troba conservat al: Museu Fersman de Mineralogia, de l'Acadèmia Russa de les Ciències, amb el número de registre 4195/1.

## Formació i jaciments
En la seva localitat tipus, fou trobat en una roca de calcita, bafertisita, egirina i microclina associada a stillwellita-(Ce), calcibeborosilita-(Y), fluorita i polilitionita. La roca en qüestió formava part de la part superior del massís alcalí de Darai-i-Pioz (Tadjikistan) i es trobava fenititzada. A banda de les associacions del mineral tipus, també s'ha descrit associada a astrofil·lita, egirina, bafertisita i quars.